# Lubawka

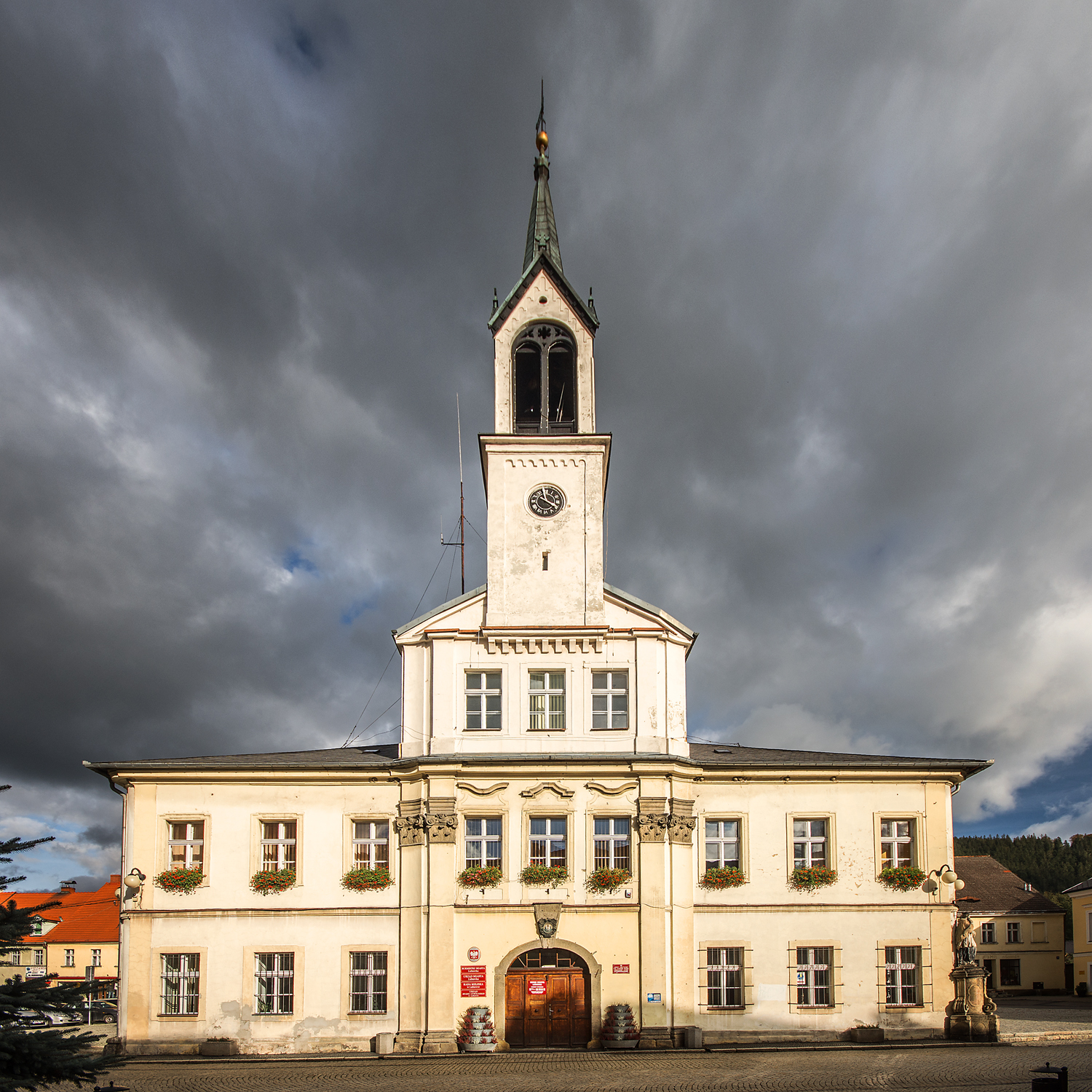
Lubawka

Lubawka là một thị trấn thuộc huyện Kamiennogórski, tỉnh Dolnośląskie ở miền tây nam Ba Lan. Thị trấn có diện tích 22 km². Đến ngày 1 tháng 1 năm 2011, dân số của thị trấn là 6277 người và mật độ 280 người/km².